# 克拉克默斯縣
克拉克默斯縣（英語：Clackamas County）是位於美國俄勒岡州西北部的一個郡，面積4,867平方公里。根據2020年美國人口普查，共有人口42萬1,401人。縣治俄勒冈城。1843年7月5日設區（是最早的四個分區之一，當時仍是俄勒岡領地），1845年改置縣。縣名紀念奇努克族的一支、克拉克默斯人。